# Robert Manners (1721-1782)
Robert Manners (c. 1721 - 31 mai 1782) est un militaire et un noble anglais. Il est un fils de John Manners (2e duc de Rutland) et de sa deuxième épouse, Lucy Sherard.

## Biographie
Il achète une place d'enseigne des Coldstream Guards le 26 juillet 1735 et est promu lieutenant en mai 1740. Le 22 avril 1742, il est promu capitaine et lieutenant-colonel au sein des Grenadier Guards et, en décembre 1747, colonel et aide de camp du roi George II. Il est élu député de Kingston-upon-Hull en 1747 et conserve le siège jusqu'à sa mort. En septembre 1748, il est nommé colonel des 15e Light Dragoons, qui sont peu après dissous. Le 13 mars 1751, il est fait colonel du 36e régiment d'infanterie, promu major général le 7 février 1757 et Lieutenant général le 7 avril 1759. Le 6 septembre 1765, il est transféré comme colonel des 3e Dragoon Guards (du prince de Galles). Il est promu général le 25 mai 1772 et est décédé le 31 mai 1782.

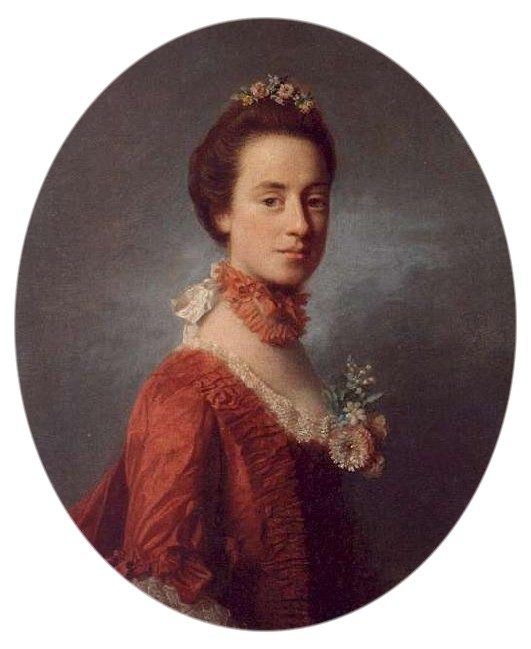
Lady Robert Manners (1756) par Allan Ramsay

Le 1er janvier 1756, il épouse Mary Digges (vers 1727-1829), dont il a plusieurs enfants: 
- Mary Manners (1756-1834), mariée le 31 janvier 1777 William Hamilton Nisbet (1747-1822)
- Robert Manners (1758-1823) (en), sa maîtresse, est Mary Ann Goodchild (1780–1854) (également connue sous le nom de Mansel) avec qui il a 5 enfants
- John James Manners (1762-1763)
- George Manners (1763-1828), de Bloxholm et Ufford Hall, célibataire
- Lucy Manners (1764-1835), célibataire